# توم وايتهاوس
توم وايتهاوس (بالإنجليزية: Tom Whitehouse)‏ هو لاعب غولف بريطاني، ولد في 22 مارس 1980 في برمنغهام في المملكة المتحدة.

## وصلات خارجية
- توم وايتهاوس على موقع رابطة أوروبا للاعبي الغولف المحترفين (الإنجليزية)